# Замёрзший
«Замёрзший» (англ. Out Cold) — американский кинофильм 1989 года режиссёра Малкольма Маубрэя.

## Сюжет
Санни замужем за мясником Эрни; их брак распадается, поскольку они оба изменяют друг другу. Санни нанимает частного детектива Лестера Атласа, чтобы собрать доказательства измены для бракоразводного процесса. Однажды вечером пьяный Эрни подрался со своим партнёром Дэйвом; позже Эрни оказался убит, но это была вина не Дэйва, а убийство, тщательно спланированное Санни. Только Лестер имел доказательства убийства, так что Санни убила и его. Осталось только убить Дэйва, но Дэйв не хочет умирать, а желает отомстить.

## В ролях
- Джон Литгоу — Дэйв
- Тери Гарр — Санни
- Рэнди Куэйд — Лестер
- Брюс Макгилл — Эрни
- Лиза Блаунт — Филлис
- Ларри Миллер — водопроводчик № 2